# Adelaide Malanotte
Adelaide Malanotte (Verona, 1785 – Salò, 31 dicembre 1832) è stata un contralto italiano.
Fu attiva nei maggiori teatri d'opera italiani tra il 1806 e il 1821. È nota soprattutto per avere creato il ruolo del protagonista nel Tancredi di Gioachino Rossini nel 1813. Dopo il matrimonio cantò col nome di Adelaide Montresor. Suo figlio, Giovanni Battista Montresor, fu tenore e impresario negli Stati Uniti. Dal 1812 fino alla morte avvenuta 20 anni più tardi ebbe una relazione extraconiugale con il poeta Luigi Lechi.

## Biografia
Nata a  Verona, debuttò nella città natale nel 1806. Nel 1808 apparve al Teatro Comunale di Bologna come Ariodante nella Ginevra di Scozia di Johann Simon Mayr. Nel 1809 interpretò la parte di Enrico nella première di Elisabetta regina d'Inghilterra di Stefano Pavesi al Teatro Regio di Torino. Nello stesso teatro l'anno successivo fu Itaferne nella première di Dario Istaspe di Giuseppe Nicolini. Apparve anche al Teatro Valle di Roma nel 1810 nella première di Alzira di Nicola Antonio Manfroce.
Nel 1811 cantò al teatro dell'opera di Ravenna e riprese il ruolo di Alzira a Monza. Nel 1812 cantò alla Fenice di Venezia come protagonista nella première di Teodoro di Pavesi. Lo stesso anno fu attiva anche a Firenze. Ottenne un grande trionfo alla Fenice nel 1813 quando interpretò il protagonista nella première del Tancredi di Rossini. Negli anni seguenti interpretò lo stesso ruolo a Ferrara (1814), Bologna (1814), Livorno (1816) e Napoli (1818). A quest'ultimo spettacolo assistette il compositore Ferdinand Hérold a cui non piacque il timbro della sua voce ma trovò perfetti lo stile, il gusto e l'intonazione.
La Malanotte nel corso della sua carriera cantò alla Fenice in altre due première: Le Danaidi romane di Pavesi  (1816, Cajo Valerio) e L'ira d'Achille di Francesco Basili (1817, Achille). Si ritirò dalle scene nel 1821. Morì a Salò nel 1832 a quarantasette anni.